# Dictyoglomus
Genre
Dictyoglomus est un genre de bacilles Gram négatifs de la famille des Dictyoglomeraceae dont il est le genre type. C'est aussi le genre type de l'ordre des Dictyoglomerales, de la classe des Dictyoglomeria et du phylum des Dictyoglomerota.

## Liste d'espèces
Selon la LPSN (27 avril 2025) ce genre ne contient que deux espèces :
- Dictyoglomus thermophilum Saiki et al. 1985 – espèce type
- Dictyoglomus turgidus corrig. Svetlichny & Svetlichnayá 1995